# Grèce aux Jeux olympiques d'hiver de 2010
Cet article contient des informations sur la participation et les résultats de la Grèce aux Jeux olympiques d'hiver de 2010 à Vancouver au Canada.

## Cérémonies d'ouverture et de clôture

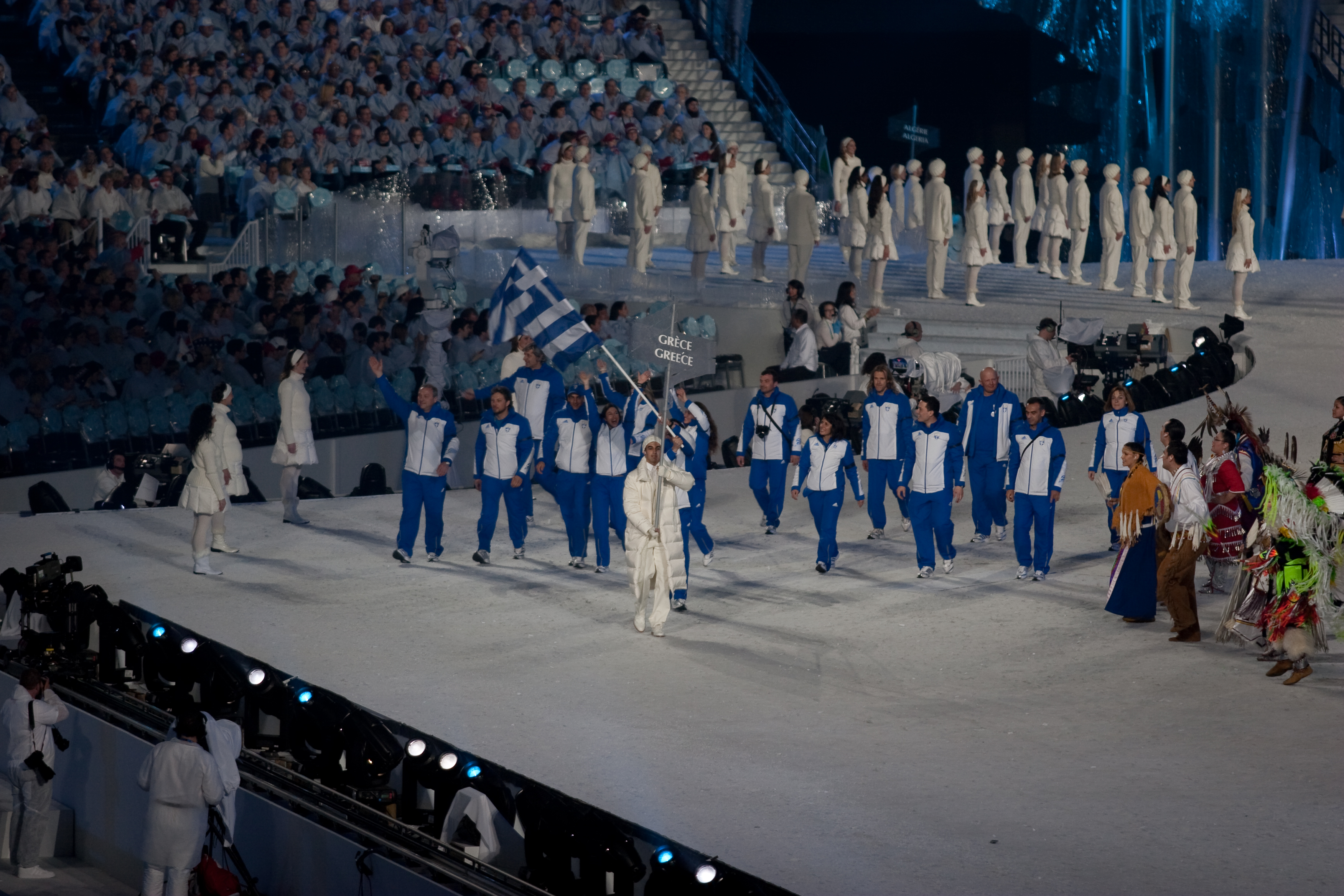
Entrée de la délégation grecque lors de la cérémonie d'ouverture.

Comme cela est de coutume, la Grèce, berceau des Jeux olympiques, ouvre le défilé des nations, tandis que le Canada, en tant que pays organisateur, ferme la marche. Les autres pays défilent par ordre alphabétique. Cette cérémonie est dédiée au lugeur géorgien Nodar Kumaritashvili, mort la veille après une sortie de piste durant un entraînement. Le porte-drapeau du pays est le biathlète Athanássios Tsakíris.
Lors de la cérémonie de clôture qui se déroule également au BC Place Stadium, les porte-drapeaux des différentes délégations entrent ensemble dans le stade olympique et forment un cercle autour du chaudron abritant la flamme olympique. Le drapeau grec est alors porté par Vassílis Dimitriádis, spécialiste du ski alpin.

## Engagés par sport

### Biathlon
Homme
| Épreuve      | Athlète              | Erreurs | Temps | Rang |
| ------------ | -------------------- | ------- | ----- | ---- |
| 10 km sprint | Athanássios Tsakíris |         |       | DNF  |

Femmes
| Épreuve       | Athlète           | Erreurs | Temps   | Rang |
| ------------- | ----------------- | ------- | ------- | ---- |
| 7.5 km sprint | Panayióta Tsakíri | 3       | 24:28.8 | 86   |

### Ski alpin
Hommes
| Athlète              | Épreuve      | Manche 1 | Manche 2 | Total   | Total |
| Athlète              | Épreuve      | Temps    | Temps    | Temps   | Rang  |
| -------------------- | ------------ | -------- | -------- | ------- | ----- |
| Vassílis Dimitriádis | Slalom Géant | 1:24.64  | DNF      |         | DNF   |
| Vassílis Dimitriádis | Slalom       | 51.96    | 56.20    | 1:48.16 | 33    |
| Stephanos Tsimikalis | Slalom Géant | 1:29.21  | 1:30.95  | 3:00.16 | 65    |
| Stephanos Tsimikalis | Slalom       | DNF      |          |         | DNF   |

Femme
| Athlète     | Épreuve      | Manche 1 | Manche 2 | Total   | Total |
| Athlète     | Épreuve      | Temps    | Temps    | Temps   | Rang  |
| ----------- | ------------ | -------- | -------- | ------- | ----- |
| Sofía Rálli | Slalom Géant | 1:27.75  | 1:22.86  | 2:50.61 | 53    |
| Sofía Rálli | Slalom       | 59.32    | 1:01.09  | 2:00.41 | 47    |

### Ski de fond
Hommes
- Lefteris Fafalis

Femmes
- María Dánou

## Diffusion des Jeux en Grèce
Les Grecs peuvent suivre les épreuves olympiques en regardant les chaînes ET1, ET3 et NET du groupe audiovisuel public Ellinikí Radiofonía Tileórasi (ERT), ainsi que sur le câble et le satellite sur Eurosport. ERT, Eurosport et Eurovision permettent d'assurer la couverture médiatique grecque sur Internet.